# Чорноморська синергія
Чорноморська синергія — ініціатива Європейського Союзу (ЄС), запущена у 2008 році, метою якої є розвиток регіональної співпраці між країнами чорноморського регіону і двосторонніх відносин між регіоном в цілому та Європейським Союзом. Ініціатива є частиною Європейської політики сусідства та має доповнювати програму Східного партнерства.
Пріоритетними напрямками програми є енергетика, транспорт, екологія, міграція та боротьба з транскордонною злочинністю. Партнерами ініціативи «Чорноморська синергія» є Болгарія, Румунія, Греція, Туреччина, Росія, Вірменія, Азербайджан, Грузія, Молдова та Україна. Ініціатива реалізується за рахунок спільного фінансування.[уточнити]

## Історія
1 січня 2007 року Румунія та Болгарія, країни з виходом до Чорного моря, приєдналися до Європейського Союзу.
11 квітня 2007 року Єврокомісія представила Європарламенту та Раді ЄС пропозицію нової ініціативи регіональної співпраці під назвою «Чорноморська синергія».
17 січня 2008 року Європарламент привітав пропозицію Єврокомісії та виділив 5 пріоритетних напрямків співпраці:
- питання безпеки (зокрема щодо нерозвʼязаної проблеми російського Чорноморського флоту в Україні),
- сприяння політичній стабільності та ефективній демократії,
- співпраця у сферах енергетики, транспорту та навколишнього середовища,
- торгівельна та економічна співпраця,
- освіта, навчання та наука.[5]

14 лютого 2008 року у Києві відбулася перша міністерська зустріч між ЄС та Організацією Чорноморського економічного співробітництва (ОЧЕС), на якій зокрема було офіційно запущено співробітництво в рамках Чорноморської синергії.
19 червня 2008 року Єврокомісія представила перший звіт щодо першого року діяльності ініціативи.
15 березня 2010 року у Брюсселі Єврокомісія офіційно запустила перше секторальне партнерство у рамках Чорноморської синергії — Партнерство з охорони довкілля (англ. Environment Partnership), відповідальною за впровадження якого мала стати Румунія. Натомість Греція та Болгарія мали стати відповідальними за майбутні Транспортне та Енергетичне партнерства відповідно.
20 січня 2011 року Європарламент прийняв резолюцію щодо чорноморської стратегії ЄС, у якій зокрема вказав на обмежені результаті Чорноморської синергії і відсутність стратегічного бачення та політичного проводу в її реалізації, а також закликав запустити стратегію, яка б покращила узгодженість та видимість діяльності ЄС у чорноморському регіоні, і яка була б невідʼємною частиною ширшого бачення міжнародної та безпекової політики ЄС.
У 2015 році Єврокомісія та Європейська служба зовнішніх справ (англ. European External Action Service, EEAS) опублікували другий звіт щодо реалізації ініціативи, що охоплював період з 2009 до 2014 року.
5 березня 2019 року Єврокомісія та EEAS опублікували третій звіт за період з 2015 до 2018 року.
7 листопада 2019 року Міжнародний центр чорноморських студій провів в Афінах регіональну конференцію на тему «Чорноморська синергія: шлях уперед».